# Suflí
Suflí é um município da Espanha, na província de Almería, comunidade autónoma da Andaluzia. Tem 10 km² de área e em 2021 tinha 197 habitantes (densidade: 19,7 hab./km²). Pertence à comarca do Valle del Almanzora.